# South Burlington
Cet article possède un paronyme, voir Burlington.
South Burlington est une ville dans le comté de Chittenden, au Vermont, État des États-Unis.  La ville a une population de 17 551 habitants. Elle fait partie de la région métropolitaine de Burlington. L'aéroport international de Burlington est situé sur son territoire.

## Histoire
La région de South Burlington fut octroyée au New Hampshire faisant partie de Burlington le 7 juin 1763.[pas clair] Le village de Burlington fut organisé en 1785. En 1865, le village non incorporé de Burlington devint une ville. Les alentours de la ville devint South Burlington. La ville de South Burlington fut incorporée en 1971.

## Démographie
| Groupe            | South Burlington | Vermont | États-Unis |
| ----------------- | ---------------- | ------- | ---------- |
| Blancs            | 90,0             | 95,3    | 72,4       |
| Asiatiques        | 5,4              | 1,3     | 4,8        |
| Métis             | 2,0              | 1,7     | 2,9        |
| Afro-Américains   | 1,9              | 1,0     | 12,6       |
| Autres            | 0,4              | 0,3     | 6,4        |
| Amérindiens       | 0,2              | 0,4     | 0,9        |
| Total             | 100              | 100     | 100        |
|                   |                  |         |            |
| Latino-Américains | 1,7              | 1,5     | 17,37      |

Selon l'American Community Survey, pour la période 2011-2015, 87,95 % de la population âgée de plus de 5 ans déclare parler l'anglais à la maison, 2,58 % le français, 1,59 % l'espagnol, 0,90 % une langue chinoise, 0,71 % le vietnamien, 0,66 % une langue africaine, 0,62 % le russe, 0,61 % l'allemand, 0,53 % le coréen et 3,84 % une autre langue.

## Personnalités liées
- Kerstin Anderson (née en 1994), actrice américaine
- Ted Bundy  (né en 1946), tueur en série américain[4]